# Mesochorus bullatus
Mesochorus bullatus är en stekelart som först beskrevs av Dasch 1974.  Mesochorus bullatus ingår i släktet Mesochorus och familjen brokparasitsteklar. Inga underarter finns listade i Catalogue of Life.